# 飯田健太
飯田 健太（いいだ けんた、1968年〈昭和43年〉8月30日 - ）は、日本の経産官僚。

## 来歴
千葉県佐倉市出身。千葉県立千葉高等学校を経て、東京大学法学部を卒業。1992年、通商産業省に入省。入省後、産業技術環境局環境経済室長、中小企業庁事業環境部財務課長、製造産業局航空機武器宇宙産業課長、中小企業庁経営支援部経営支援課長、産業技術環境局環境政策課長、経済産業省大臣官房会計課長などを歴任。中小企業庁において、『中小会計要領』に係る信用保証制度の割引制度の立ち上げや『中小会計要領』の普及、経営革新等支援機関の実績に基づく『見える化』の制度の導入及び当該制度の役割拡大に努めた。
2020年（令和2年）7月20日、中小企業庁事業環境部長に就任。
2022年（令和4年）7月1日、中小企業庁次長に就任。
2025年（令和7年）7月1日、消費者庁政策立案総括審議官に就任

#### リスト
1. ↑  [6][7][8][9][10]